# Ficus brachyclada
Ficus brachyclada är en mullbärsväxtart som beskrevs av John Gilbert Baker. Ficus brachyclada ingår i släktet fikonsläktet, och familjen mullbärsväxter. Inga underarter finns listade i Catalogue of Life.